# Suburbi di Roma
I suburbi di Roma, territori oltre quartiere, costituiscono il terzo livello di suddivisione toponomastica di Roma Capitale.
La popolazione totale residente è di 177 847 abitanti.

## Storia
I primi 11 suburbi furono tracciati nel 1911, codificati con la lettera S e un codice alfabetico di una o due lettere.
- S. P Parioli
- S. TI Tiburtino
- S. PL Prenestino-Labicano
- S. TU Tuscolano
- S. AL Appio-Latino
- S. O Ostiense
- S. PO Portuense
- S. G Gianicolense
- S. A Aurelio
- S. T Trionfale
- S. M Milvio

Con la Deliberazione del governatore Francesco Boncompagni Ludovisi n. 1222 del 27 febbraio 1932, i suburbi furono rimappati, adottando la numerazione romana:
- S. I Parioli
- S. II Nomentano
- S. III Tiburtino
- S. IV Prenestino-Labicano
- S. V Tuscolano
- S. VI Appio-Latino
- S. VII Ostiense
- S. VIII Portuense
- S. IX Gianicolense
- S. X Aurelio
- S. XI Trionfale
- S. XII Milvio

Il suburbio Milvio, insieme all'omonimo quartiere, fu rinominato "Della Vittoria" il 23 maggio 1935, con la delibera n. 3944 del Governatore di Roma Giuseppe Bottai, «in considerazione che la maggior parte della strade di quella regione sono intitolate ai fanti e agli eroi della ultima grande guerra».
Con variazione del dizionario toponomastico del 1º marzo 1954, i suburbi Parioli e Ostiense vennero soppressi e i loro territori assegnati al suburbio Tor di Quinto e al nuovo quartiere Tor di Quinto il primo, ai nuovi quartieri Ardeatino e Giuliano-Dalmata il secondo. La numerazione dei suburbi successivi, dall'ottavo al dodicesimo, subì un decremento di uno. I suburbi passarono così da dodici a undici.
- S. I Tor di Quinto
- S. II Nomentano
- S. III Tiburtino
- S. IV Prenestino-Labicano
- S. V Tuscolano
- S. VI Appio-Latino
- S. VII Portuense
- S. VIII Gianicolense
- S. IX Aurelio
- S. X Trionfale
- S. XI Della Vittoria

Con delibera del Commissario Straordinario n. 2453 del 13 settembre 1961, causa la notevole urbanizzazione, i cinque suburbi dell'area est, dal II al VI, furono ufficialmente soppressi, istituendo al loro posto nuovi quartieri, mentre il suburbio Tor di Quinto fu ridotto in estensione lasciando la sezione sud al nuovo quartiere omonimo, analogamente al suburbio Trionfale, che lasciò la sezione est al nuovo quartiere Primavalle, secondo la seguente tabella:
| S. I - Tor di Quinto        | S. I - Tor di Quinto Q. XVIII - Tor di Quinto |
| S. II - Nomentano           | Q. XXI - Pietralata                           |
| S. III - Tiburtino          | Q. XXII - Collatino                           |
| S. IV - Prenestino-Labicano | Q. XXIII - Alessandrino                       |
| S. V - Tuscolano            | Q. XXIV - Don Bosco Q. XXV - Appio Claudio    |
| S. VI - Appio-Latino        | Q. XXVI - Appio-Pignatelli                    |
| S. X - Trionfale            | S. X - Trionfale Q. XXVII - Primavalle        |

Gli attuali 6 suburbi di Roma

Rimasero, quindi, solo sei suburbi, tutti nell'area ovest del comune di Roma, senza subire la rinumerazione, in previsione di una successiva loro soppressione non più avvenuta. Essi hanno complessivamente una superficie di 53,71 km².
- S. I Tor di Quinto
- S. VII Portuense
- S. VIII Gianicolense
- S. IX Aurelio
- S. X Trionfale
- S. XI Della Vittoria